# 閑谷學校

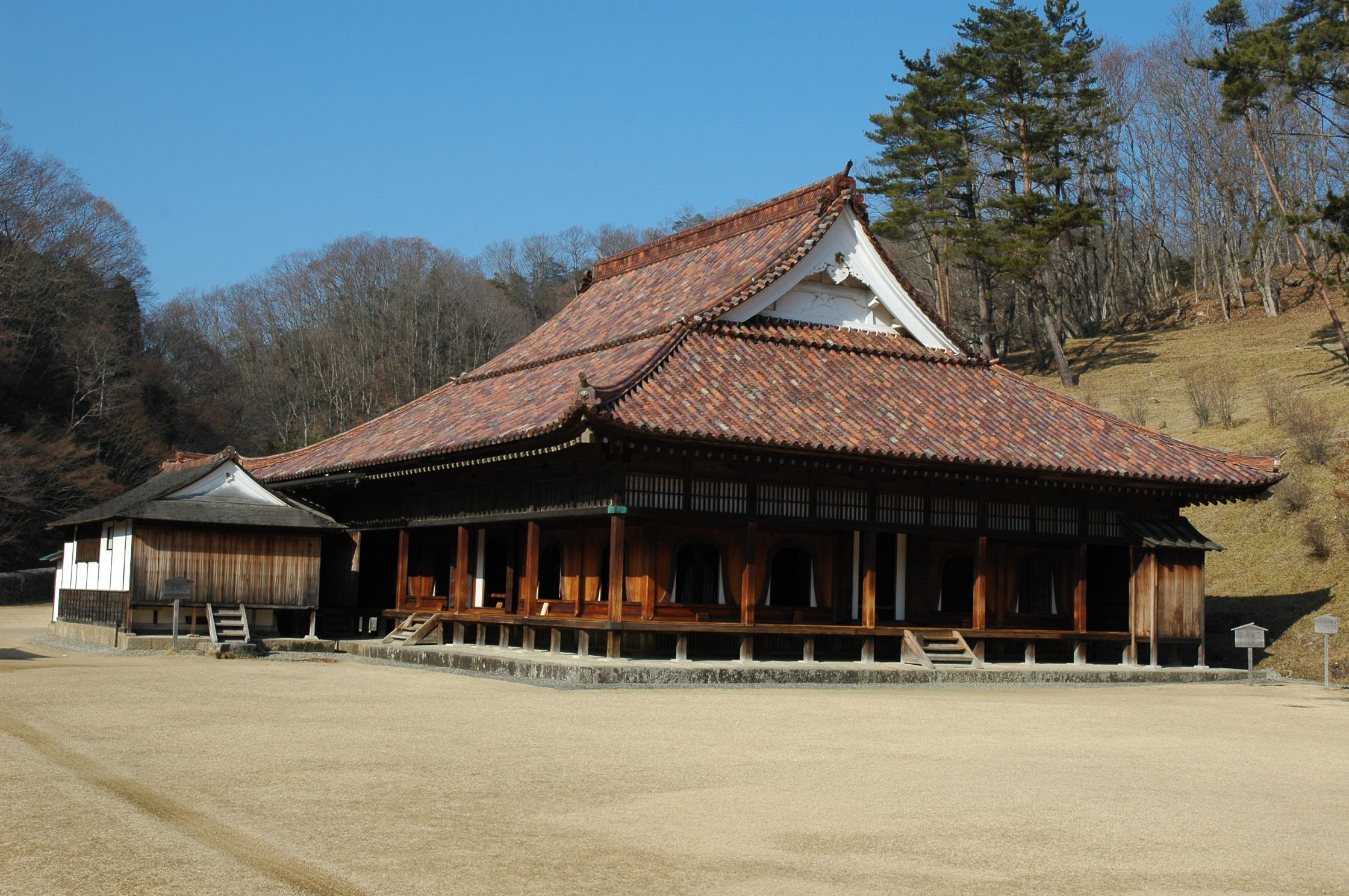
閑谷學校的禮堂

閑谷學校（日语：／），位於日本岡山縣備前市閑谷。是日本江戶時代前期，岡山藩為其領地內的庶民所開設的學校。這個學校的所在地，被日本政府作為特別史跡保存，講堂建築被視為日本國寶。

## 概論
閑谷學校，由岡山藩主池田光政於1666年10月下令設置，由於這間學校允許岡山藩內一般的庶民入學，不限於貴族與武士階級，被認為是日本史上歷史最早的庶民學校。在1670年，在此地興建講堂等建築，於1674年落成。許多名人都曾造訪這間學校，例如賴山陽與大鳥圭介。
閑谷學校獨立營運，與岡山藩的藩財政分開，這個設計的目的是為了讓這間學校不受移封、改易或藩主交替等政治上的影響。
在明治年間，閑谷學校被改成私立閑谷中學，繼續運作。在昭和時代，閑谷學校所在位址，被日本政府指定為特別史跡。

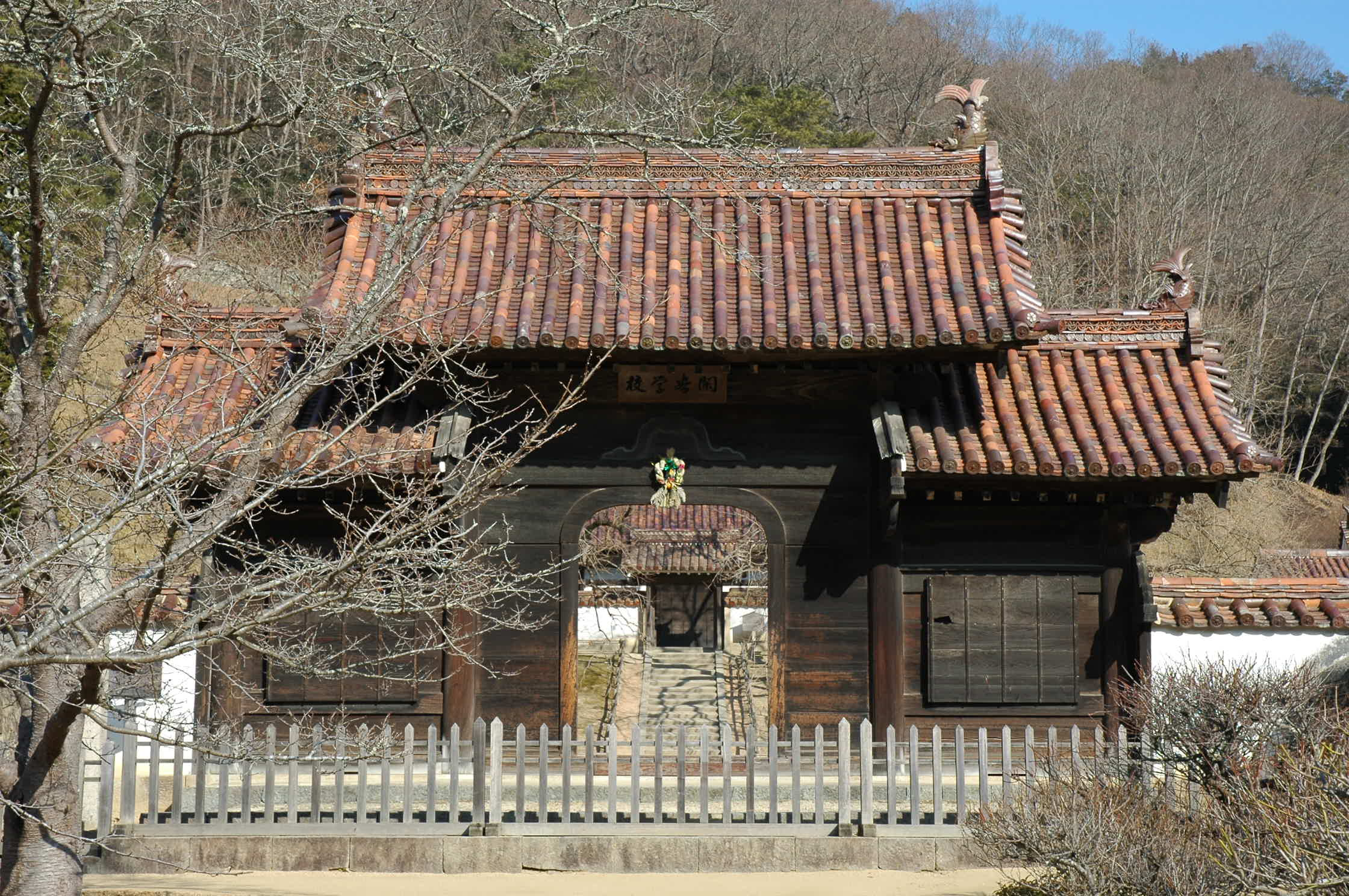
學園大門
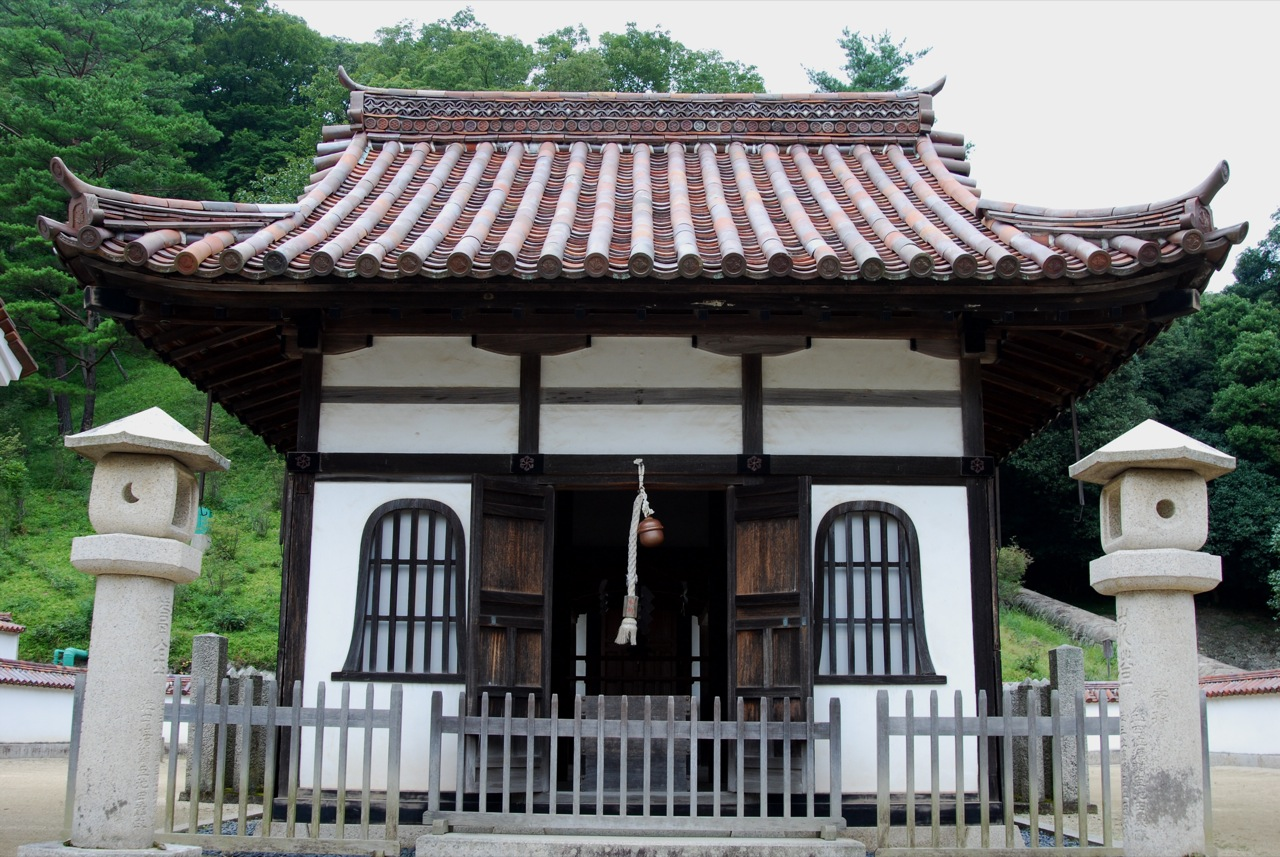
校園內的閑谷神社
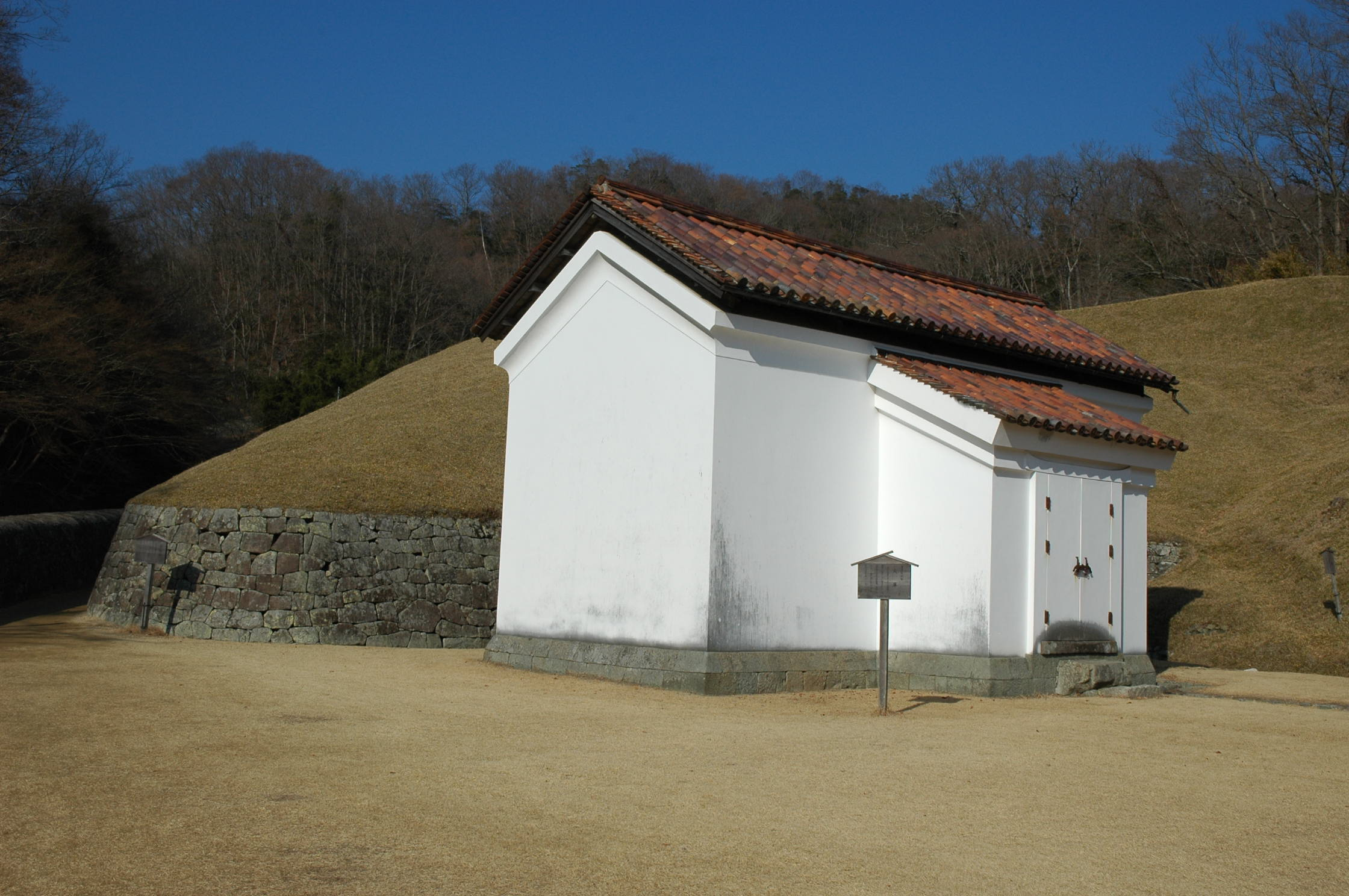
學校的文庫